# Ижиште
Ижиште (мкд. Ижиште) је насеље у Северној Македонији, у средишњем делу државе. Ижиште припада општини Македонски Брод.

## Географија
Насеље Ижиште је смештено у средишњем делу Северне Македоније. Од седишта општине, градића Македонски Брод, насеље је удаљено 14 km западно.
Рељеф: Ижиште се налази у области Порече, која обухвата средишњи део слика реке Треске. Дато подручје је изразито планинско. Село се налази у долини реке Треске. Северно од села издиже се планина Песјак. Надморска висина насеља је приближно 680 метара.
Клима у насељу је континентална.

## Становништво
По попису становништва из 2002. године, Ижиште је имало 63 становника.
Претежно становништво у насељу су Турци, тачније Торбеши (84%), док су мањина етнички Македонци (16% према последњем попису). Док пре пола века Македонци су били искључиво становништво у насељу.
Већинска вероисповест у насељу је ислам, а мањинска православље.